# Fejervarya multistriata
Espèce
Synonymes
- Rana multistriata Hallowell, 1861 "1860"
- Rana gracilis Wiegmann, 1834

Statut de conservation UICN

 DD  : Données insuffisantes
Fejervarya multistriata est une espèce d'amphibiens de la famille des Dicroglossidae.

## Répartition
Cette espèce se rencontre à Taïwan et dans le sud de la Chine du Yunnan au Guangdong, à Hong Kong et à Hainan.
Sa présence est incertaine en Birmanie, au Laos, en Thaïlande et au Viêt Nam.

## Publication originale
- Hallowell, 1861 "1860" : Report upon the Reptilia of the North Pacific Exploring Expedition, under command of Capt. John Rogers, U. S. N. Proceedings of the Academy of Natural Sciences of Philadelphia, vol. 12, p. 480-510 (texte intégral).